# Yoram Zague
Yoram Zague (* 15. května 2006) je francouzský profesionální fotbalista, který hraje na pozici pravého obránce za klub Paris Saint-Germain FC.

## Klubová kariéra
Zague, který původně působil jako mládežnický hráč v klubech AJN Bagnolet a Paris FC, se v roce 2019 připojil k Paris Saint-Germain (PSG) a vstoupil do klubové akademie. Dne 4. srpna 2023 bylo oznámeno, že podepsal svou první profesionální smlouvu s PSG, která vstoupí v platnost 1. července 2024 a potrvá do 30. června 2027. Během sezóny 2023/24 se pod vedením trenéra Zoumana Camary etabloval jako kapitán týmu PSG do 19 let. Dne 6. dubna 2024 debutoval Zague v Ligue 1 při remíze 1:1 s Clermontem, přičemž odehrál celých 90 minut. V den svých 18. narozenin 15. května vstřelil svůj první gól za PSG při výhře 2:1 nad Nice.

## Reprezentační kariéra
Dne 31. října 2023 byl Zague povolán do francouzské reprezentace do 17 let na Mistrovství světa ve fotbale do 17 let 2023, které se konalo v Indonésii. Tým se podruhé v historii dostal do finále a nakonec byl poražen Německem v penaltovém rozstřelu.

## Osobní život
Narodil se v Paříži a je původem z Pobřeží slonoviny.

## Úspěchy
Paris Saint-Germain U19
- Championnat National U19: 2023/24; poražený finalista: 2022/23

Paris Saint-Germain
- Ligue 1: 2023/24

Francie U17
- Poražený finalista Mistrovství světa ve fotbale hráčů do 17 let: 2023

Francie U18
- Lafarge Foot Avenir: 2023